# Остащенко, Татьяна Николаевна
Татьяна Николаевна Остащенко (укр. Тетяна Миколаївна Остащенко; род. 4 августа 1974, Львов) — украинский военный врач. Бывший командующий медицинскими силами Вооружённых сил Украины, генерал-майор медицинской службы. Первая в истории Украины женщина, которая командует родом войск, а также первая женщина в звании бригадного генерала.

## Биография
Родилась в августе 1974 года во Львове в семье военнослужащего.
В 1996 году с отличием окончила фармацевтический факультет Львовского государственного медицинского университета. 
В 1998 году окончила Украинскую военно-медицинскую академию.
С 1998 года проходила военную медицинскую службу на должностях начальника аптеки воинской части, офицера военно-медицинского управления Западного оперативного командования, начальника отдела медицинского снабжения Центрального военно-медицинского управления Вооружённых сил Украины, начальника отдела Военно-медицинского департамента министерства обороны Украины и главного управления военного и миротворческих операций генерального штаба Вооружённых Сил Украины, начальника управления медицинского снабжения главного военно-медицинского управления, главного инспектора главной инспекции министерства обороны Украины.

В 2020 году повышала оперативно-тактический уровень образования на ряде курсов армий государств НАТО, а также закончила курсы реформирования сектора обороны и безопасности и стратегического лидерства в Университете Крэнфилда (Великобритания).

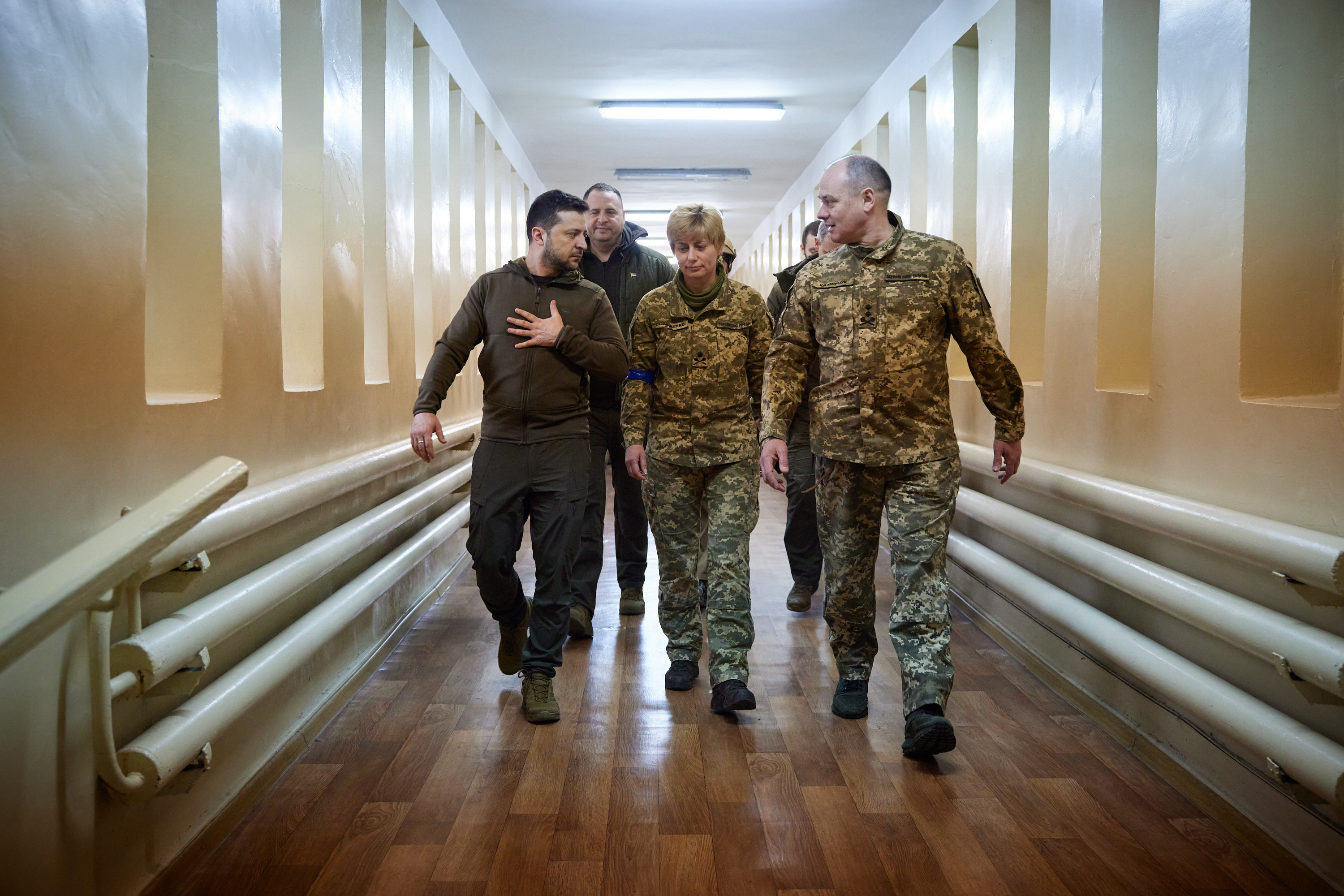
Бригадный генерал Остащенко (в центре) во время посещения военного госпиталя, в котором находились служащие ВСУ, раненные во время российского вторжения (2022)

30 июля 2021 годы была назначена командующим медицинских сил Вооружённых сил Украины. Татьяна Остащенко стала первой женщиной-командующим отдельного рода войск в истории Вооружённых сил Украины, а также первой женщиной — бригадным генералом ВСУ.